# Triodopsis neglecta
Triodopsis neglecta är en snäckart som först beskrevs av Henry Augustus Pilsbry 1899.  Triodopsis neglecta ingår i släktet Triodopsis och familjen Polygyridae. Inga underarter finns listade i Catalogue of Life.